# Expedición de González de Haedo a Rapa Nui

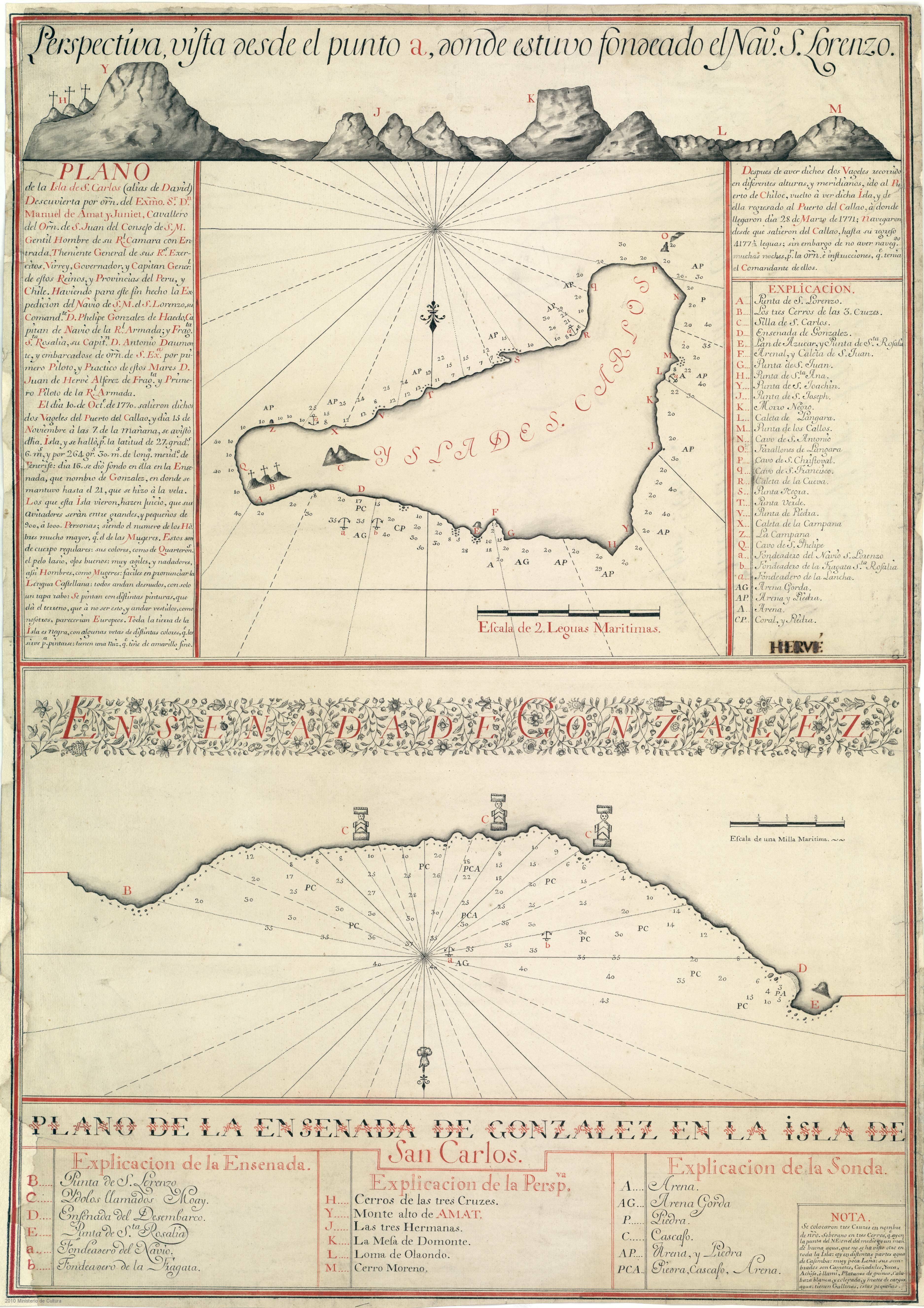
El mapa de la isla de Pascua (renombrada como isla de San Carlos) de la expedición de González Haedo en 1770.

La expedición de González de Haedo a la Isla de Pascua tuvo lugar entre el 15 y el 21 de noviembre de 1770. Estuvo enmarcada en una misión de reconocimiento encargada por el virrey del Perú, Manuel de Amat y Juniet, a Felipe González Haedo, oficial de la Armada Española, veterano de la Campaña de Nápoles y de la Guerra del Asiento, en la que sobresalió por su participación en la Batalla de Cartagena de Indias. La misión se desarrolló entre el 10 de octubre de 1770 y el 29 de marzo de 1771. La estancia en la Isla de Pascua supuso el segundo contacto documentado de los europeos con los nativos pascuenses, después de que el marino holandés Jakob Roggeveen arribara a sus costas en 1722. González de Haedo trazó el primer mapa cartográfico de la isla y tomó posesión de la misma para la Corona española en nombre del rey Carlos III, bautizándola como Isla de San Carlos en honor al monarca. En la documentación elaborada por Haedo y sus hombres aparecen los primeros dibujos conocidos de los moáis, así como una abundante y detallada descripción de los indígenas y sus costumbres.

## Antecedentes y motivación de la misión de reconocimiento del Pacífico Sur
A finales de la década de 1760, las distintas noticias acerca de los derroteros de naves extranjeras a través de zonas de dominio español, como el estrecho de Magallanes, los avistamientos de piratas y contrabandistas extranjeros, la captura en las costas del Perú del buque francés Saint-Jean Baptiste, así como el incidente del desalojo forzoso de un destacamento inglés en las islas Malvinas por parte de una flotilla de guerra española, provocaron muchas preocupaciones al entonces virrey del Perú, Manuel de Amat y Juniet. Esto lo llevó a organizar una expedición de exploración y reconocimiento con dos objetivos principales: tratar de encontrar y reconocer la Isla de Davis (David) y la de Luján, así como la isla Madre de Dios, por una parte; y por otra, comprobar si había asentamientos o tropas extranjeras en las zonas del sur de Chile o en cualquiera de las islas antes mencionadas.
La expedición, al mando de González de Haedo, partió del Callao el 10 de octubre de 1770 y estaba compuesta por el navío San Lorenzo, de 70 cañones, capitaneado por el propio González de Haedo, y por la fragata Santa Rosalía, de 26 cañones, capitaneada por Antonio Domonte.

## Avistamiento y organización de la expedición
Según los datos de navegación, tras superar los 280º del meridiano de Tenerife (96º de longitud oeste de Greenwich), continuaron el viaje manteniéndose en los 27º de latitud sur. 
Finalmente, el jueves 15 de noviembre de 1770 a las 7 de la mañana, avistaron la isla de Pascua, que identificaron erróneamente con la isla de Davis, ya que, aunque llevaban unas 50 cartas marinas de diferentes países, la longitud en la que se situaba dicha isla era muy dispar. A varias leguas de distancia, confundieron los moáis con árboles muy gruesos plantados en simetría. Además, observaron que la isla estaba cubierta de vegetación hasta el borde del mar, dando la impresión de ser muy fértil. Aunque los españoles no lo sabían, esta era la segunda vez que un europeo avistaba la Isla de Pascua, ya que, como posteriormente averiguaron, había sido descubierta fortuitamente por Jakob Roggeveen 48 años antes.
La primera señal de que la isla podía estar habitada fueron tres grandes humaredas que los marinos españoles distinguieron a medida que se aproximaban, a distancia de una legua de la costa norte de la isla. Poco después, a las 2 de la tarde distinguieron a un grupo de 28 personas que caminaban apresuradamente sobre una loma próxima a la costa. Al principio, debido al colorido de los vestidos de los indígenas creyeron que podía tratarse de tropas extranjeras, pero al acercarse más pudieron comprobar que eran indígenas desarmados.
Primeramente, con el objetivo de localizar un fondeadero adecuado para los barcos, Haedo ordenó la partida de dos botes, el primero del San Lorenzo, a cargo del teniente de navío Alberto Olaondo, guiado por el piloto Juan Hervé, y con un sargento y seis soldados a bordo. El segundo de la Santa Rosalía, bajo el mando del Teniente Buenaventura Moreno, guiado por el piloto Francisco Agüera, y con el Guardiamarina Juan Morales, dos cabos, doce soldados y un pilotín a bordo.
El lugar elegido fue una ensenada bien resguardada del viento y con fondo de arena, que fue bautizada como Ensenada de González y se corresponde con la actual Hanga Ho'onu o bahía de la Tortuga. Tras esto, los dos botes, esta vez bajo mando del Teniente Cayetano de Lángara el del San Lorenzo y del Teniente de Navío Hemeterio Heceta el de la Santa Rosalía, partieron con hombres armados y víveres con la misión de circunnavegar la isla y tomar nota de todo tipo de datos sobre su costa, anotando todo cuanto fuera de interés desde el punto de vista geográfico y de contacto con los indígenas.

## Contactos con los indígenas y forma de vida de Rapanui

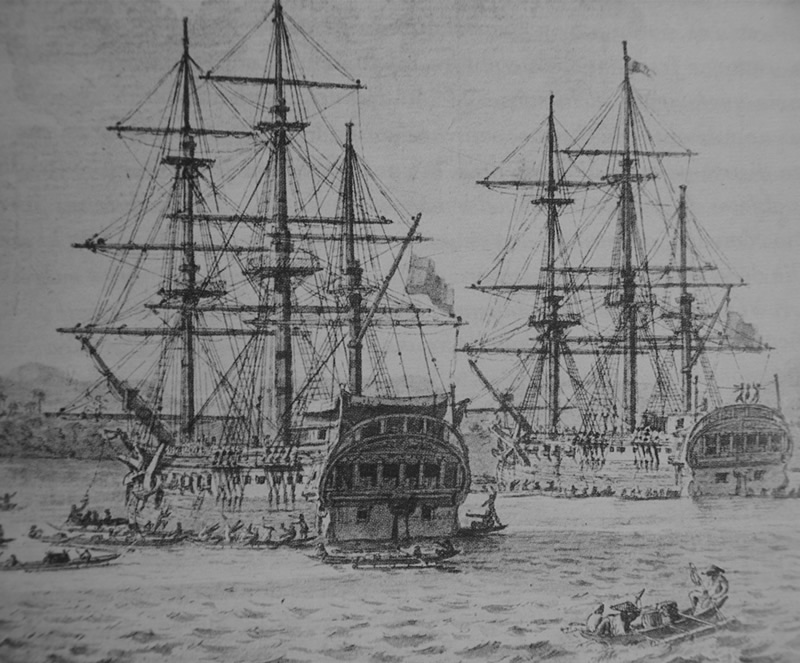
Las fragatas españolas Atrevida y Descubierta, de la Expedición Malaspina, similares y contemporáneas a la Santa Rosalía.

Tan pronto como los buques quedaron fondeados, dos indígenas se acercaron nadando y fueron subidos a bordo por los marinos. Los nativos en ningún momento se mostraron recelosos o asustados por la presencia española. Aunque no se pudo comprender su lengua, la estancia de los nativos en los barcos transcurrió en un clima de cordialidad. Se les regaló ropa lo que según los diarios de los marinos les produjo gran alegría. Al anochecer, los nativos volvieron a nado a la costa, si bien al día siguiente se acercó a los buques un grupo de unos 200 que solicitaban más ropas a los españoles. Las únicas joyas que llevaban eran collares de conchas y caracoles, y algunos (los españoles supusieron que como signo de autoridad) llevaban penachos de plumas o hierbas secas. Casi todos llevaban el cuerpo totalmente pintado y usaban taparrabos.
Por otra parte, los hombres que rodeaban la isla recibieron la visita de dos canoas, con dos hombres cada una de ellas, que les entregaron diversos víveres, como plátanos y gallinas. Por su parte, los españoles les regalaron diversas prendas de ropa, pues parece ser que era lo que más llamaba la atención de los nativos. El piloto Juan Hervé describió las canoas como «cinco pedazos de tablas muy angostas (por no tener en la tierra palos gruesos), como de una cuarta, y por eso son tan celosas que tienen su contrapeso para no volcarse; y estas creó son las únicas que hay en toda la isla: en lugar de clavos les ponen tarugos de palo». 
Durante la noche que pasaron en la caleta hoy conocida como Vinapu, observaron que los indígenas sacaban tierra de una cueva próxima con la que se pintaban el cuerpo. Allí intercambiaron regalos con un centenar de individuos, y al amanecer se adentraron en la isla acompañados por los nativos. Fueron invitados a visitar una gran casa, que quizá fuese un templo, y durante la marcha pudieron observar diversos cultivos de ñame, yuca, calabaza blanca, camote, plátano y caña de azúcar, entre otros. También notaron que los nativos mascaban y se restregaban el cuerpo con una raíz (Curcuma longa) para pintarse de amarillo. Algunos usaban mantas parecidas a ponchos confeccionadas con fibras de morera, que los pascuences llamaban mahute. Además, según los diarios de los expedicionarios, algunos pascuenses tenían los lóbulos de las orejas muy dilatados con un gran agujero en el que colocaban aros de diversos tamaños confeccionados con hojas de caña seca.
Aunque los intérpretes de la expedición les hablaron en 26 lenguas distintas, no consiguieron establecer una comunicación verbal fluida con los pascuences. A pesar de todo, mediante dibujos y gestos, se elaboró un diccionario rapanui-español, que constaba de 88 palabras más los 10 primeros números.
Los nativos vivían en su mayor parte en cuevas naturales o artificiales, si bien los individuos de cierta autoridad vivían en chozas con forma de bote invertido, llamadas por los pascuenses hare vaka. La mayoría de los españoles estimaron la población en unos 1000 habitantes, si bien dos marinos hablaron de unos 3000. Algo que llamó la atención a los expedicionarios fue el no hallar entre los pascuenses individuos que aparentasen más de 50 años. Según algunos, los isleños indicaron que los recursos de la isla no permitían mantener a más de 900 habitantes, por lo que una vez alcanzado este número, si nacía un bebé, se mataba al que pasase de 60 años, y si no lo había, se mataba al bebé. Si este dato fuese correcto, explicaría, además del hecho de no encontrar ancianos en la isla, la extrema confianza con la que los nativos se acercaron a los españoles desde el primer momento. Cuando el holandés Jakob Roggeveen arribó a la isla 48 años antes, ordenó disparar contra los nativos que se acercasen matando al menos a una docena. Según las observaciones españolas, es probable que no quedase ningún individuo que hubiese vivido aquella experiencia en 1722.
En cuanto a la fauna y la flora de la isla, los españoles no quedaron impresionados. Tan solo podían verse aves marinas comunes que anidaban en los islotes próximos, gallinas, y algunos ratones. Por otra parte según cuenta uno de los marinos no había árbol de producir una tabla del ancho de 6 pulgadas. El terreno fue descrito como mayormente árido y de vegetación baja. 

### Los moáis

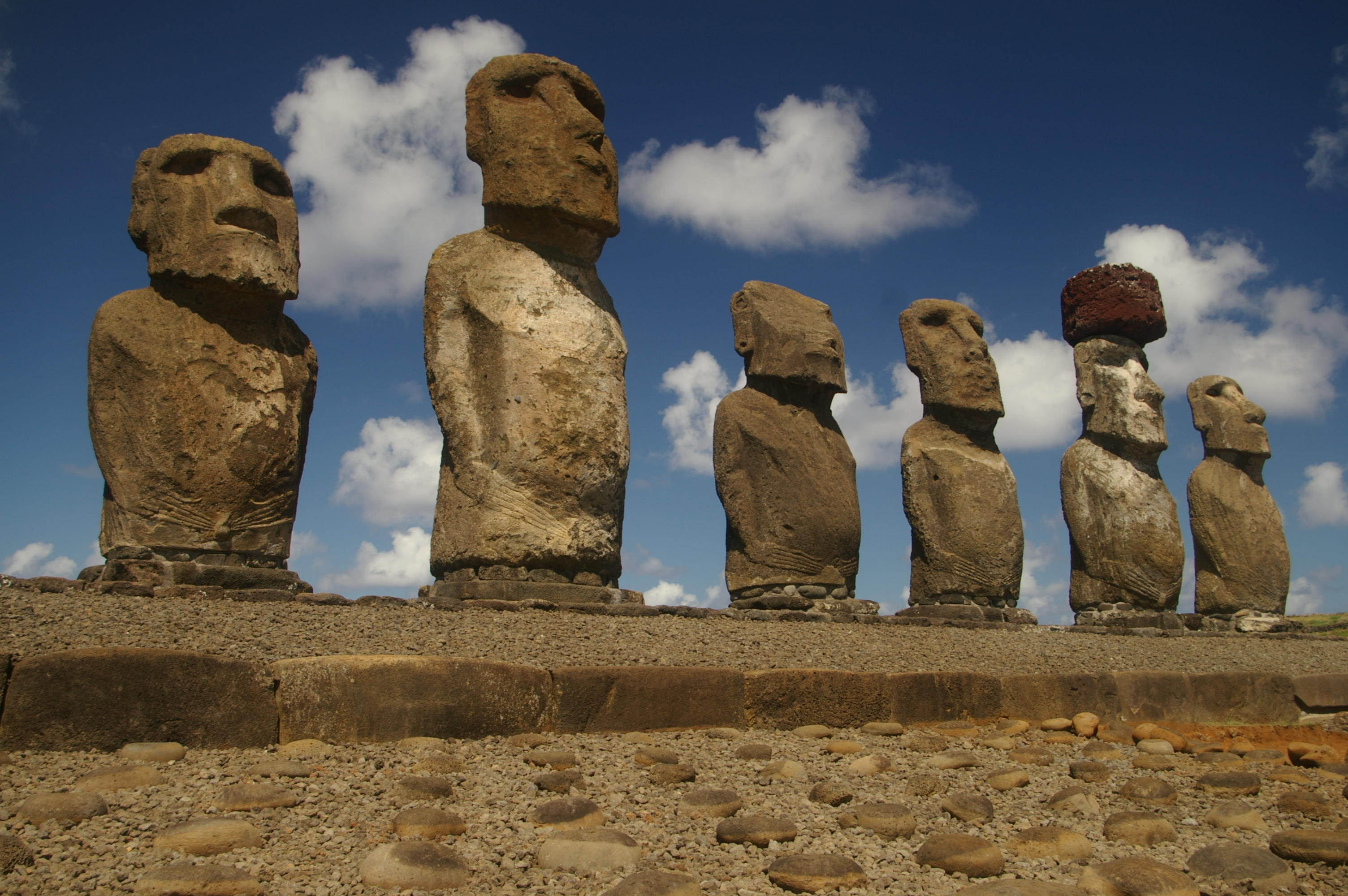
«(...) ídolos que adoran estos Naturales, son de piedra, tan elevados y corpulentos que parecen columnas muy gruesas...»

Los moáis, que en la lejanía y durante la aproximación a la isla habían sido confundidos con árboles gruesos, llamaron poderosamente la atención de los expedicionarios españoles. El piloto de la Santa Rosalía, Francisco Agüera, los describió como «ídolos que adoran estos Naturales, son de piedra, tan elevados y corpulentos que parecen columnas muy gruesas, y según después averigüé, examiné y tomé su dimensión, son de una pieza todo el cuerpo, y el canasto es de otra». 
Agüera dejó escrito que en la parte superior del canasto o "sombrero" del moái, los indígenas habían labrado concavidades en las que depositaban los huesos de los fallecidos, así pues el "sombrero" moái hacía las funciones de osario en la cultura Rapanui. 
Por otra parte, los españoles quedaron maravillados por la dificultad que habría supuesto el tallar, transportar y poner en equilibrio cada uno de los moáis, teniendo en cuenta lo rudimentario de la herramienta de la que disponían los indígenas: «el diámetro del canasto es mucho mayor que el de la cabeza en que asienta, y su circunferencia baja, sobresale mucho de la frente de la estatua, causando admiración esta postura sin desplomarse». Aunque se interesaron por el tema, los nativos no pudieron dar una explicación del método de construcción de los moáis, y es muy probable que ninguno de ellos lo conociese. Según las mediciones de Agüera, el moái más alto de la isla, actualmente destruido y conocido como moái Paro, medía «cincuenta y dos pies, y seis pulgadas de Castilla, incluso el canasto», lo que equivaldría a unos 14,5 metros.

## Documentación cartográfica
Los hombres enviados inicialmente por Haedo circunnavegaron la isla con dos lanchas durante cinco días, investigando y cartografiando a fondo la costa, así como dando nombres españoles a los accidentes geográficos más relevantes. De todos aquellos nombres, el único que se conserva en las cartas de navegación actuales es el de Punta Rosalía, nombrada como uno de los barcos de la expedición. La última tarea cartográfica de la isla la llevó a cabo un destacamento armado constituido por unos 250 hombres mandados por el teniente de navío Alberto Olaondo, que el 20 de noviembre ascendió por orden de Haedo al cerro hoy conocido como Ma'unga Pui y bautizado por los españoles como cerro Olaondo, con la misión de hacer una serie de demarcaciones que completarían los planos de la isla. 
Se trazaron dos planos, uno de la isla completa y otro de la Ensenada de González, donde habían fondeado el San Lorenzo y la Santa Rosalía. En los planos se hacen múltiples reseñas relacionadas con los diversos accidentes geográficos, la vegetación, los nativos y los datos obtenidos de los sondeos de la Ensenada de González. Además, en ellos aparecen los primeros dibujos conocidos de los moáis.
Estos fueron los primeros planos que se hicieron de la isla de Pascua. Posteriormente, serían utilizados por otros exploradores europeos que visitaron la isla, como James Cook (en 1774) o Jean-François de La Pérouse (en 1786), quien bautizó la ensenada como Baie des Espagnols en honor a los navegantes españoles.

## Anexión de la Isla a la Corona Española y regreso

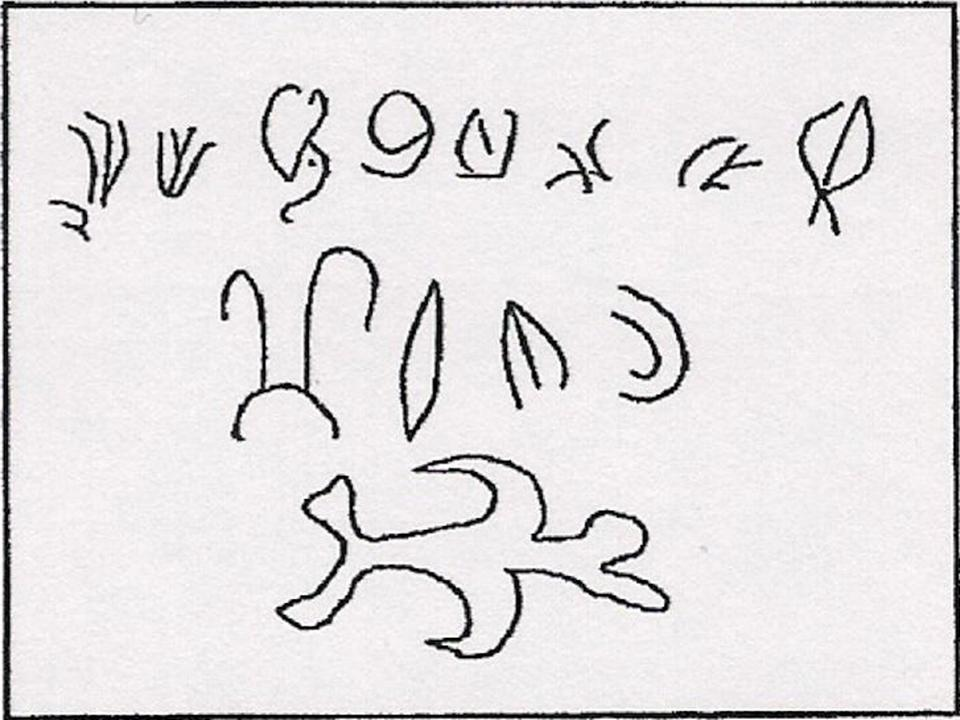
Primer documento rongo rongo conocido. Firma de los jefes rapanui del acta de anexión de la Isla de Pascua a la Corona española, con ciertos caracteres según su estilo.

El 20 de noviembre de 1770, inmediatamente después del desembarco del destacamento español encargado de hacer las demarcaciones en el cerro Olaondo, arribó al mismo punto, la Ensenadita del Desembarco, actualmente conocida como playa de Ovahe, un segundo destacamento con la misión de tomar oficialmente posesión de la isla en nombre del rey Carlos III de España. 
Como sucedió con el primer destacamento, fueron recibidos entre gritos de júbilo por parte de unos 800 indígenas, algunos de los cuales desembarcaron a hombros a los españoles para evitar que se mojaran las ropas. Este segundo destacamento estaba compuesto al igual que el primero por 250 hombres, bajo mando del Capitán de Fragata José Bustillo y Gómez de Arce y del capitán Buenaventura Moreno. El destacamento incluía además dos capellanes. 
A través de un camino costero, marcharon en columna hacia la falda del volcán Poike. Los indígenas ayudaban a los españoles a transportar tres grandes cruces, que habían sido construidas para situarse en tres cerros volcánicos conocidos actualmente como Ma'unga Parehe, Ma'unga Vaitu-roa-roa y Ma'unga tea-tea. Al cabo de siete horas de caminata, ya en los cerros, se llevó a cabo el izado y la bendición de las cruces. Tras el levantamiento del acta correspondiente por parte del contador del navío San Lorenzo, Antonio Romero, acordaron con los jefes locales la anexión de la isla a la Corona Española y la bautizaron como isla de San Carlos en honor al entonces rey de España, Carlos III. Tres jefes indígenas firmaron el acta con ciertos caracteres según su estilo, lo que supone el primer documento conocido en el que aparecen signos rongo-rongo, la escritura jeroglífica de Rapanui. Con la bandera desplegada , el capitán José Bustillo proclamó a Carlos III como legítimo soberano de la isla, lo cual fue saludado con siete vivas al Rey y con salvas de fusilería y 21 cañonazos de cada uno de los barcos. 
Tras esto abandonaron la isla y partieron en búsqueda de las supuestas islas indicadas por algunas cartas marinas al oeste de Pascua. Al no encontrar nada en esa zona del Pacífico, decidieron volver de nuevo rumbo a Chile. Tras arribar a Chiloé el 14 de diciembre de 1770, Haedo fue informado por el gobernador de la región, Carlos Berenguer, que el sur de Chile ya había sido reconocido y no se habían encontrado indicios de presencia de colonos o tropas extranjeras, por lo que Haedo dio la orden de regresar a El Callao desviándose hacia el oeste y divisando de nuevo la isla de Pascua. Finalmente arribaron al Perú el 29 de marzo de 1771, donde dieron cuenta del éxito de la misión, y entregaron los planos y los diarios de navegación al virrey Manuel de Amat.
Según los cálculos de los pilotos, la expedición recorrió en total unas 4.177 leguas, es decir, unos 23.400 kilómetros.